# Konstantynów Łódzki
Konstantynów Łódzki là một thị trấn thuộc huyện Pabianicki, tỉnh Łódźkie ở trung tâm Ba Lan. Thị trấn có diện tích 27 km². Đến ngày 1 tháng 1 năm 2011, dân số của thị trấn là 17688 người và mật độ 649 người/km².